# Dragon Oil
Dragon Oil Plc — нефтяная компания, зарегистрированная в Ирландии. Деятельность сосредоточена в основном на каспийском шельфе Туркменистана. Штаб-квартира находится в Дубае.

## Деятельность
Компания занимается добычей углеводородного сырья на Челекенской контрактной территории в туркменской части Каспийского моря. Зона включает в себя два месторождения: нефтяное «Джейтуне» и газовое «Джыгалыбек». Компания работает на условиях соглашения о разделе продукции (СРП). Помимо Туркменистана компания работает в Йемене. В 2008 году компания добыла около 15 млн баррелей нефти (+28,2% по сравнению с 2007 годом).
Запасы нефти компании оцениваются в 644 млн баррелей, газа — 96,28 млрд м³.
Выручка компании за 2008 год увеличилась на 18,5 % и составила $706 млн.

## Собственники и руководство
Крупнейшие акционеры компании (по состоянию на 27 марта 2009 года):
- Emirates National Oil Company Limited (ENOC) L.L.C — 51,51 %
- J.P. Morgan Asset Management — 6,01 %

Генеральный директор компании — Абдул Джалиль Аль Халиф